# Novo Deltjevo
Novo Deltjevo (bulgariska: Ново Делчево) är ett distrikt i Bulgarien.   Det ligger i kommunen Obsjtina Sandanski och regionen Blagoevgrad, i den sydvästra delen av landet, 130 km söder om huvudstaden Sofia.
Trakten runt Novo Deltjevo består i huvudsak av gräsmarker. Runt Novo Deltjevo är det ganska tätbefolkat, med 80 invånare per kvadratkilometer.